# Магдагачи (аэропорт)
Магдагачи — недействующий аэродром совместного базирования ГА и ВВС, расположенный на северной окраине п. Магдагачи, Амурская обл.

## Данные аэродрома
- Наименование — Магдагачи (Magdagachi)
- Индекс аэродрома — УХБИ / UHBI (военный ЬХБИ/XHBI)
- КТА — N53.47267° E125.79795°
- Регламент работы — заброшен

## История
Посадочная площадка близ п. Магдагачи была построена в годы второй мировой войны и использовалась при перегоне американских самолётов по программе ленд-лиз. Затем на базе аэродрома некоторое время работала лётная школа.
Региональный аэропорт в п. Магдагачи открыт в послевоенные годы и использовался как местными авиапредприятиями, так и в качестве промежуточного при перелётах по маршруту Москва-Хабаровск. При аэропорте работала гостиница для транзитных пассажиров.
Также аэропорт в Магдагачи в советское время использовался для снабжения грузами и товарами г. Якутска, базировалась транспортная авиация ГВФ (более конкретной информации не найдено).
В 1968 году в СССР были сформированы первые две воздушно-штурмовые бригады. 13-я отдельная воздушно-штурмовая бригада дислоцировалась в Магдагачи. В штате бригады имелась 332-я авиационная группа в/ч 22467, состоящая из пяти вертолётных эскадрилий и служб обеспечения. Под эти цели аэродром был расширен (построена вертолётная ВПП и стоянки), в начале 70-х годов в посёлке построен микрорайон «Верхний городок» для авиаторов.
В 1977 году 332-я АГ была разделена на 2 авиационных полка. 398-й транспортно-боевой вертолётный полк дислоцировался в Магдагачи и включал 4 вертолётные эскадрильи, вертолётный отряд и ТЭЧ полка.
Начиная с 1980 года и по 1989 год личный состав вертолётного полка регулярно командируется для выполнения боевых задач в республике Афганистан. В 1995-96 гг полк привлекается на войну в Чеченской республике.
Летом 1998 года 398-й отдельный вертолётный полк на аэродроме Магдагачи с частями обеспечения — 238-й ОБАТО в/ч 21508 и 1397-я ОРС и РТО в/ч 39979 был расформирован. По состоянию на 2007 год аэропорт ограниченно функционировал, принимая одиночные перелетающие ВС. В н.в. аэродром закрыт.

## Происшествия
- 4 ноября 1953 года, ночью, при заходе на посадку в аэропорту Магдагачи разбился самолёт Ил-12, выполнявший почтовый рейс по маршруту Иркутск — Хабаровск с двумя промежуточными посадками. Экипаж пять человек — погиб.
- 7 августа 1957 года, при заходе на посадку в сложных метеоусловиях (дождь, горизонтальная видимость 3 км, боковой ветер 30° 7-8 м/с) в а/п Магдагачи из-за ошибки в пилотировании разбился пассажирский самолёт Ил-12, выполнявший рейс по маршруту Иркутск — Хабаровск. Грубая посадка до ВПП, разрушена кабина экипажа, КВС погиб, второй пилот получил тяжелые травмы, остальной экипаж и пассажиры не пострадали.